# Asuleka
Asuleka è una piccola isola dell'Oceano Pacifico nello Stato di Vanuatu.
Si trova vicino all'isola di Malo, nella Provincia di Sanma.
Sull'isola si trova una riserva naturale.